# Trepó candeler
El trepó candeler (Verbascum lychnitis) és una espècie de planta dins la família de les escrofulariàcies.

## Descripció

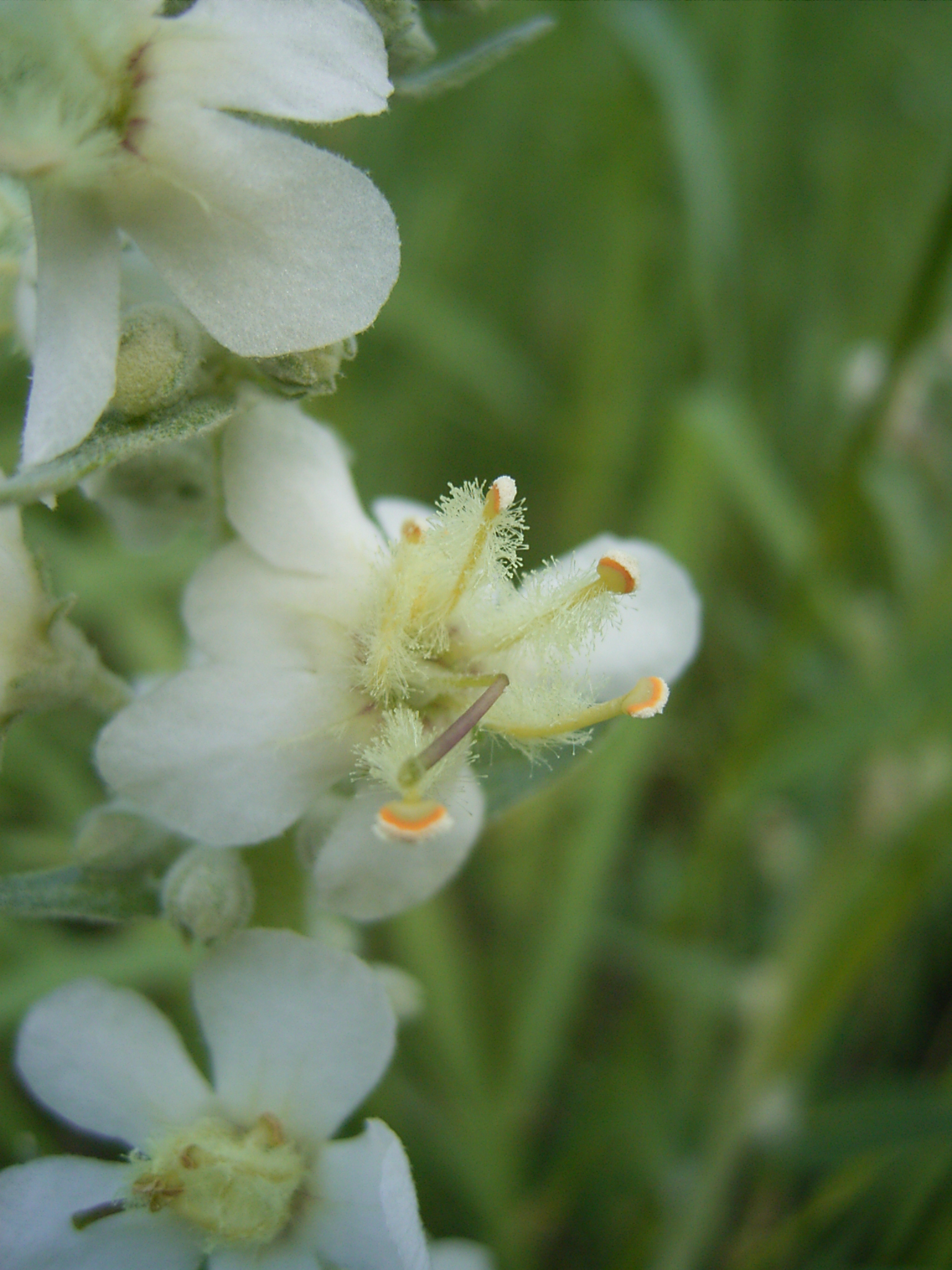
Flor

Planta biennal de 0,5-2 m d'alçada, amb tiges anguloses a la part superior. Les fulles són grosses verdes i poc piloses a l'anvers i cobertes d'un toment ras, grisenc i persistent al revers. Les fulles basals fan de 15-30 x 3,5 cm obovato-oblongues. La corol·la pot ser groga o blanca. Les flors estan agrupades en espigues generalment ramificades. Floreix de juny a setembre. El fruit és una càpsula.

## Distribució i hàbitat
Euroasiàtica. Als Països Catalans es troba a Catalunya i a les comarques del País Valencià de l'Alcalatén i els Serrans. Habita en pastures seques, vorades de bardisses i de bosc entre 350 i 2.200 m d'altitud.